# Moëslains
Moëslains is een gemeente in het Franse departement Haute-Marne (regio Grand Est) en telt 494 inwoners (2005). De plaats maakt deel uit van het arrondissement Saint-Dizier.

## Geografie
De oppervlakte van Moëslains bedraagt 1,6 km², de bevolkingsdichtheid is 308,7 inwoners per km².
De onderstaande kaart toont de ligging van Moëslains met de belangrijkste infrastructuur en aangrenzende gemeenten.

## Demografie
Onderstaande figuur toont het verloop van het inwonertal (bron: INSEE-tellingen).